# John Connor (calciatore)
John Connor (Glasgow, 8 giugno 1953) è un ex calciatore scozzese naturalizzato canadese, di ruolo centrocampista.

## Carriera
Ha partecipato ai Giochi Olimpici nel 1976 rappresentando la Nazionale canadese.
Nel 1983 milita negli Edmonton Eagles, squadra della CPSL, aggiudicandosi la vittoria del torneo battendo in finale gli Hamilton Steelers segnando anche la prima rete delle due reti che garantirono la vittoria al club dell'Alberta.

## Palmarès
- Canadian Professional Soccer League: 1

Edmonton Eagles: 1983